# Zabranjeno Pušenje
Zabranjeno Pušenje (en ciríl·lic: Забрањено Пушење, serbocroat per a No Fumeu) va ser un grup de rock iugoslau de Sarajevo, Bòsnia i Hercegovina, estretament associat amb el moviment cultural Nou Primitivisme.
La banda va formar-se el 1981 a Sarajevo, per un grup d'amics que treballaven en la primerenca versió radiofònica de Top Lista Nadrealista. Contràriament als llavors prevalents punk rock i new wave, Zabranjeno Pušenje va crear un garage rock característic amb influències del folk, sovint amb producció innovadora i narració d'històries, de vegades fins i tot premonicions fosques de la guerra. Van arribar a gravar quatre discos i recórrer el país àmpliament, fins i tot provocant polèmica i ficant-se en problemes amb les autoritats en fer una (generalment lleu i simpàtica) crítica al sistema socialista de Iugoslàvia, i pel fet de tractar temes considerats sensibles en aquell moment.
Després que la popularitat de la banda aconsegueixi noves altures en la dècada de 1980, impulsats per la versió televisiva de Top Lista Nadrealista, la guerra de Bòsnia va provocar la desintegració de la banda: una branca va continuar els treballs a Belgrad, inicialment com a Zabranjeno Pušenje i més tard amb el nom The No Smoking Orchestra, juntament amb el director de cinema Emir Kusturica, i l'altra a Sarajevo una vegada acabada la guerra, amb el nom original. No obstant això, moltes de les cançons de Zabranjeno Pušenje han assolit un estatus d'himne i la seva música segueix sent popular als diferents països de l'antiga Iugoslàvia.

## Discografia

### Zabranjeno Pušenje (original)
- 1981 - Demo
- 1984 - Das ist walter
- 1985 - Dok čekaš sabah sa šejtanom
- 1987 - Pozdrav iz zemlje Safari
- 1989 - Male priče o velikoj ljubavi

### The No Smoking Orchestra
- 1997 - Ja Nisam Odavle (amb el nom Zabranjeno pušenje)
- 1998 - Black Cat, White Cat
- 2000 - Unza Unza Time!
- 2001 - Live in Buenos Aires - bootleg (en directe)
- 2004 - La Vie Est Un Miracle
- 2005 - Live Is A Miracle In Buenos Aires
- 2006 - Nafaka
- 2007 - Emir Kusturica's Time Of The Gypsies Punk Opera
- 2009 - The Best Of Emir Kusturica and The No Smoking Orchestra

### Zabranjeno Pušenje (actual)
- 1996 - Nikad robom, vazda taksijem (Best of 1)
- 1997 - Fildžan viška
- 1998 - Srce, ruke i lopata (Best Of 2)
- 1998 - Hapsi Sve! (en directe)
- 1999 - Agent tajne sile
- 2002 - Bog vozi Mercedes
- 2004 - Live In St. Louis
- 2006 - Hodi da ti čiko nešto da
- 2010 - Muzej Revolucije
- 2013 - Radovni na cesti[4]
- 2018 - Šok i nevjerica
- 2022 - Karamba!